# Enrica Beltrame Quattrocchi
Enrica "Enrichetta" Beltrame Quattrocchi (Roma, 6 de abril de 1914 – Roma, 16 de junho de 2012) foi uma enfermeira, voluntária e professora católica italiana. Em 30 de agosto de 2021, ela foi declarada venerável pelo Papa Francisco.

## Biografia
Enrica Beltrame Quattrocchi nasceu no dia 6 de abril de 1914, em Roma. Ela era a mais nova dos quatro filhos dos beatos Luigi e Maria Beltrame Quattrocchi, o primeiro casal a ser beatificado junto.
Enrica Beltrame acompanhava regularmente os doentes a Lourdes e Loreto. Ela se ofereceu para servir na Cruz Vermelha em 1939, no início da Segunda Guerra Mundial, estudou enfermagem e se formou em 1940. Ela então cuida dos feridos de guerra. Ao mesmo tempo, ela continuou seus estudos e, em 1942, obteve outros diplomas em literatura moderna e história da arte, pelas quais era apaixonada.
Ela sonhava em seguir a vocação religiosa como seus irmãos e irmã, mas percebeu que deveria cuidar de seus pais idosos. Envolvida em trabalho voluntário, ela era membra das Damas de São Vicente e da Ação Católica, costumava viajar pelos bairros mais pobres e difíceis de Roma e levar ajuda aos necessitados. Ela também se dedicou ao ensino da história da arte a partir de 19443. Em 1976, ela se tornou superintendente do Ministério do Patrimônio Cultural e Ambiental.
Enrica Beltrame Quattrocchi morreu no dia 16 de junho de 2012, em Roma. Desde 23 de junho de 2021, seus restos mortais repousam na Basílica de Santa Práxedes, onde diariamente assistia à Santa Missa.

## Beatificação
A causa de beatificação de Enrica Beltrame Quattrocchi é aberta em nível diocesano, depois o processo é transmitido a Roma para investigação pela Congregação para as Causas dos Santos. Esta congregação, após estudo, recomenda o reconhecimento das virtudes heroicas de Enrichetta, o que o Papa Francisco aprova em 30 de agosto de 2021; ela é assim proclamada venerável.